# Cute

Logo-ul Cute

Cute, stilizat ca ℃-ute (キュート Kyūto?), a fost o formație japoneză de fete, parte a Hello! Project. Trupa a fost formată din 8 fete și a fost activă din anul 2005.

## Componența

### Foști membri
- Megumi Murakami
- Kanna Arihara
- Erika Umeda
- Maimi Yajima
- Saki Nakajima
- Airi Suzuki
- Chisato Okai
- Mai Hagiwara

## Discografie
| Single-uri Single-uri Indie "Massara Blue Jeans" "Soku Dakishimete" "Ōki na Ai de Motenashite" " Wakkyanai (Z) " Single-uri majore " Sakura Chirari " " Meguru Koi no Kisetsu " " Tokaikko Junjō " " Lalala Shiawase no Uta " " Namida no Iro " " Edo no Temari Uta II " " Forever Love " " Bye Bye Bye! " " Shochū Omimai Mōshiagemasu " " Everyday Zekkōchō!! " " Shock! " " Campus Life (Umarete Kite Yokatta) " " Dance de Bakōn! " " Aitai Lonely Christmas " " Kiss Me Aishiteru " " Momoiro Sparkling " " Sekaiichi Happy na Onna no Ko " " Kimi wa Jitensha Watashi wa Densha de Kitaku " " Aitai Aitai Aitai na " " Kono Machi " " Crazy Kanzen na Otona " " Kanashiki Amefuri / Adam to Eve no Dilemma " " Tokai no Hitorigurashi / Aitte Motto Zanshin " " Kokoro no Sakebi o Uta ni Shitemita / Love Take It All " " The Power / Kanashiki Heaven (Single Version) " " I Miss You / The Future " " The Middle Management~Josei Chuukan Kanrishoku~/Gamusha Life/Tsugi no Kado wo Magare " " Arigato (Mugen no Yell)/Arashi o Okosunda Exciting Fight! " " Naze Hito wa Arasou n'Daro?/Summer Wind/Jinsei wa Step! " Mugen Climax/Ai wa Marude Seidenki/Singing (Ano Koro no Yo ni) " " To Tomorrow/Final Squall/The Curtain Rises " | Albume Albume de studio Cutie Queen Vol. 1 2 Mini: Ikiru to Iu Chikara 3rd: Love Escalation! 4 Akogare My Star Shocking 5 Chō Wonderful! 6 Dai Nana Shō 'Utsukushikutte Gomen ne' 8 Queen of J-pop Cmaji9 Albume compilație Cute Nan Desu! Zen Single Atsumechaimashita! 1 2 Cute Shinseinaru Best Album Complete Single Collection |

## Premii

### Best Hits Kayosai
| An   | Beneficiar  | Premiu                 | Rezultat     |
| ---- | ----------- | ---------------------- | ------------ |
| 2007 | Cute (band) | New Artist Award       | Câștigat     |
| 2007 | Cute (band) | Best New Artist Award* | Nominalizare |

* Lost to RSP.

### Japan Cable Awards
| An   | Beneficiar              | Premiu            | Rezultat |
| ---- | ----------------------- | ----------------- | -------- |
| 2007 | "Meguru Koi no Kisetsu" | Cable Music Award | Câștigat |

### Japan Record Awards
| An   | Beneficiar                    | Premiu                | Rezultat     |
| ---- | ----------------------------- | --------------------- | ------------ |
| 2007 | Cute "Tokaikko Junjō"         | New Artist Award      | Câștigat     |
| 2007 | Cute "Tokaikko Junjō"         | Best New Artist Award | Câștigat     |
| 2008 | "Edo no Temari Uta II" / Cute | Gold Award            | Câștigat     |
| 2008 | "Edo no Temari Uta II" / Cute | Grand Prix            | Nominalizare |

## Legături externe
- Canalul oficial la Youtube
- Cute's official page on the Hello! Project website] ja
- Suzuki Airi Official Facebook ja